# Notorthocerus valdivianus
Notorthocerus valdivianus is een keversoort uit de familie somberkevers (Zopheridae). De wetenschappelijke naam van de soort werd in 1999 gepubliceerd door Stanislaw Adam Ślipiński & Lawrence.